# Cóc bụng vàng Apennine
Bombina pachypus (tên tiếng Anh: Apennine Yellow-bellied Toad) là một loài cóc thuộc họ Bombinatoridae. Đây là loài đặc hữu của Ý, tại đây nó sinh sống ở phía nam thung lũng Po, trong suốt khu vực Appenine, kéo dài về phía nam tới rìa phía nam Italia đại lục. Độ cao sinh sống từ 20 m tới 1.700 m trên mực nước biển.
Môi trường sống tự nhiên của chúng là rừng ôn đới, vùng đồng cỏ ôn đới, đầm nước, đầm nước ngọt, đầm nước ngọt có nước theo mùa, đất canh tác, vùng đồng cỏ, ao, hố lộ thiên, đất có tưới tiêu, và đất nông nghiệp có lụt theo mùa. Chúng hiện đang bị đe dọa vì mất môi trường sống.
Tuy nhiên, một số tác giả coi nó chỉ là phân loài của Bombina variegata.

## Hình ảnh

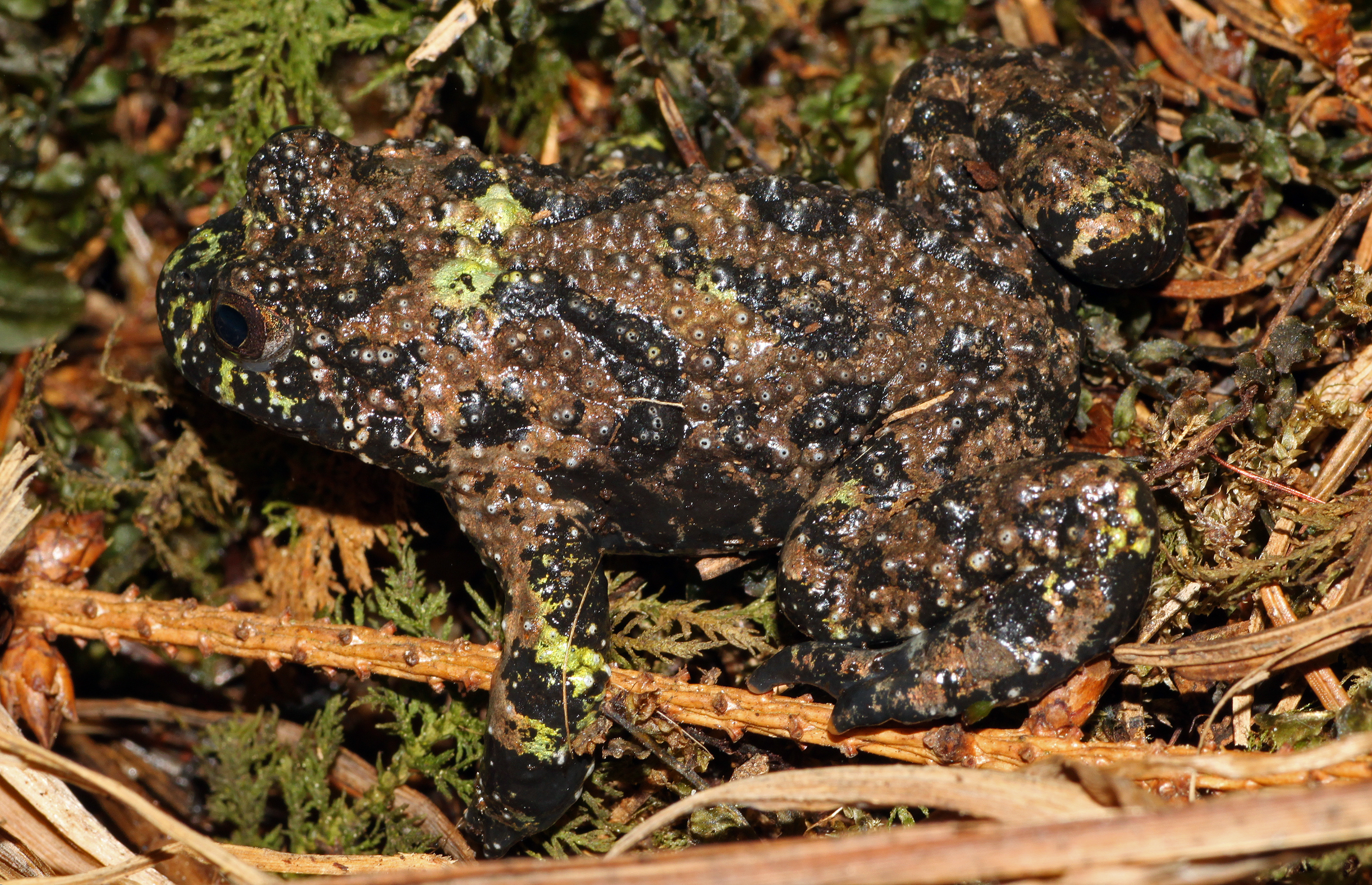
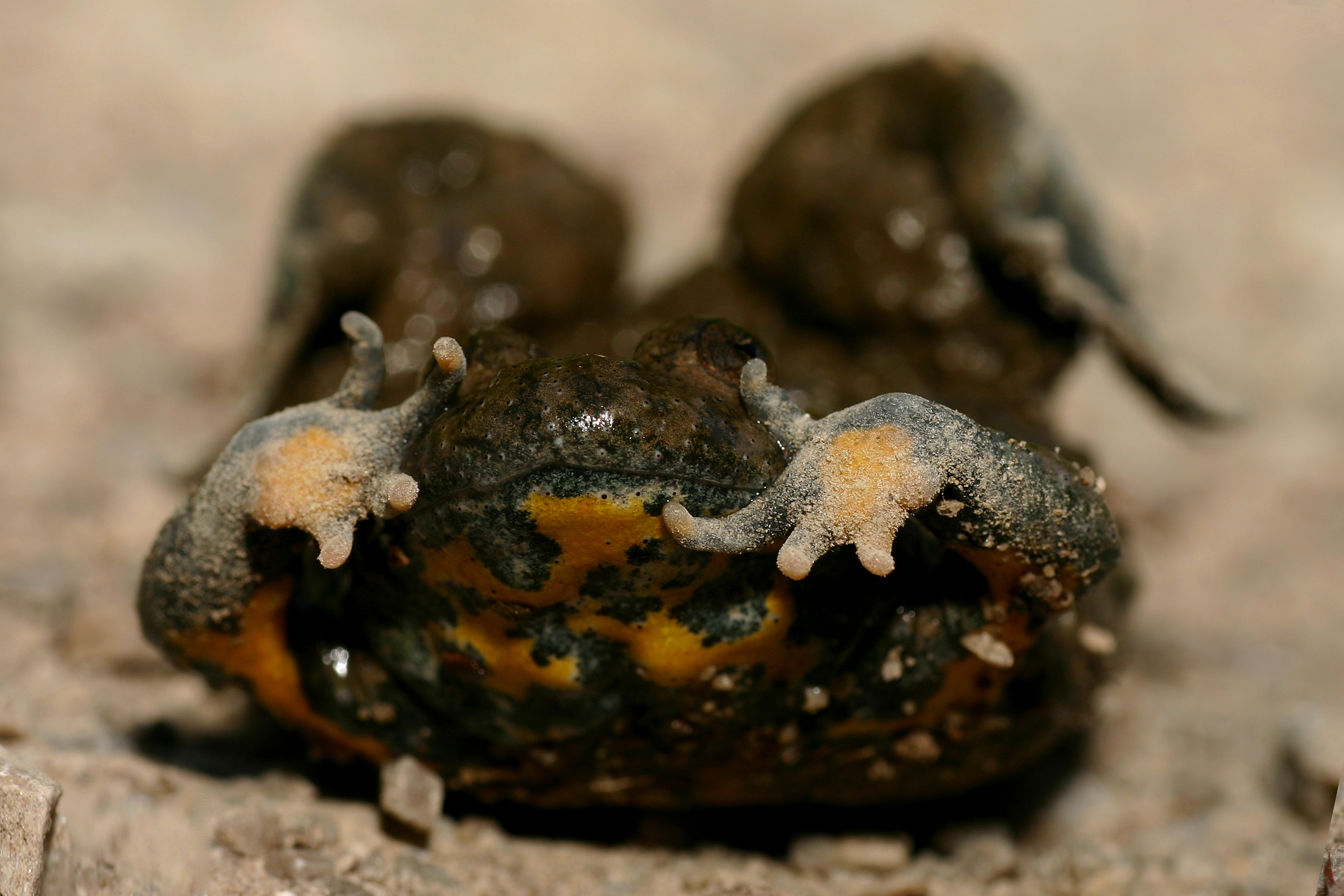
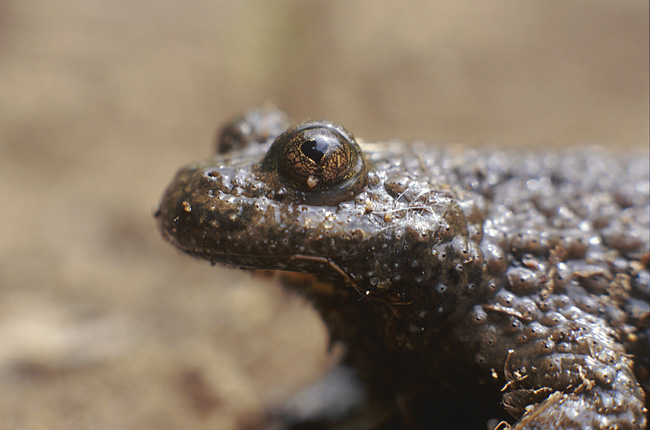